# ティレル・DG016
ティレル・DG016 (Tyrrell DG016) は、ティレルが1987年のF1世界選手権参戦用に開発したF1マシン。設計はブライアン・ライルスとモーリス・フィリップ。最高成績は4位。

## 概要
1987年シーズンに自然吸気 (NA)エンジンを使用した5つのチームのうちのひとつであるティレルが開発したマシン。エンジンは前年のルノー・EF15ターボから、コスワース・DFZにスイッチした。メインスポンサーは前年から引き続きデータゼネラルと、アメリカの炭素繊維素材を扱う大手企業・コートールズを迎えた。
ティレルのそれまでの車両名は3桁の数字のみであったが、このモデルではスポンサーのデータゼネラル（Data General）の頭文字"DG"が付与された。

### 開発
設計はメインスポンサーであるデータゼネラルのコンピュータをフル活用して行われた。当時のデータゼネラルの広告では「このF1マシンがサーキットを1周する時間で、このコンピュータはF1マシンの設計を完了してしまいます」とのキャッチコピーが付けられていた。
コクピットはウィリアムズ・FW11風の丸みのあるノーズスタイルとなり、素材はカーボン／ケブラーのハニカムコンポジットが用いられた。012以降015まで続いた段差のあるコクピット前の造形は姿を消した。オーナー監督であるケン・ティレルは照準をターボ完全禁止となる1989年へと合わせており、この年創設された自然吸気部門のタイトル獲得を目標とした。

### 1987年シーズン
DG016には目だった速さこそ無かったものの、マシントラブルの発生は少なかった。ジョナサン・パーマーとフィリップ・ストレイフは堅実に完走を重ね、第8戦西ドイツGPではストレイフ4位、パーマー5位とターボ有利の高速コースながらダブル入賞を果たす。パーマーは最終戦オーストラリアGPでも4位に入るなど、DG016は計11ポイントを獲得。ティレルとしては久しぶりに成功と言えるシーズンとなり、チームランキング6位に輝いた。
1987年シーズンには、ターボ勢と自然吸気勢の性能差があまりに大きい(NA勢の600馬力弱に対し、ターボエンジンは軒並み1000馬力近いパワーだった)ために自然吸気限定のチャンピオンシップ、「コーリン・チャップマントロフィー」(コンストラクター部門)、「ジム・クラークトロフィー」(ドライバー部門)がFIAにより設けられ、ティレルは自然吸気勢のライバルであるマーチ、ラルース・カルメル、AGSらを下し、その両タイトルを獲得。ドライバー部門はパーマーが制した。
| 年   | 型    | タイヤ | No. | ドライバー | 1   | 2   | 3   | 4   | 5   | 6   | 7   | 8   | 9   | 10  | 11  | 12  | 13  | 14  | 15  | 16  | ポイント | ランキング |
| ---- | ----- | ------ | --- | ---------- | --- | --- | --- | --- | --- | --- | --- | --- | --- | --- | --- | --- | --- | --- | --- | --- | -------- | ---------- |
| 1987 | DG016 | G      |     |            | BRA | SMR | BEL | MON | USA | FRA | GBR | GER | HUN | AUT | ITA | POR | ESP | MEX | JPN | AUS | 11       | 6位        |
| 1987 | DG016 | G      | 3   | パーマー   | 10  | Ret | Ret | 5   | 11  | 7   | 8   | 5   | 7   | 14  | 14  | 10  | Ret | 7   | 8   | 4   | 11       | 6位        |
| 1987 | DG016 | G      | 4   | ストレイフ | 11  | 8   | 9   | Ret | Ret | 6   | Ret | 4   | 9   | 12  | 12  | 12  | 7   | 8   | 12  | Ret | 11       | 6位        |

- 太字はポールポジション、斜字はファステストラップ、NCは周回数不足、DSQは失格。

## スペック

### シャーシ
- シャーシ名 DG016
- シャーシ構造 カーボンファイバー製モノコック
- タイヤ グッドイヤー

### エンジン
- エンジン フォード・コスワースDFZ 推定最高出力575馬力
- 気筒数 V型8気筒自然吸気
- 排気量 3,500cc